# Bechers Mühle
Bechers Mühle ist eine ehemalige Holländerwindmühle in Eilenburg. Sie wurde 1863 eröffnet und bis zu einem Brand 1962 betrieben. Die noch original eingerichtete Mühle befindet sich in Privatbesitz und wird gelegentlich der Öffentlichkeit zugänglich gemacht. Bechers Mühle ist als ortsbildprägendes und landschaftstypisches Bauwerk sowie aufgrund ihrer technikgeschichtlichen Bedeutung ein eingetragenes Kulturdenkmal in der Denkmalliste des Landesamtes für Denkmalpflege Sachsen. Sie ist die letzte erhaltene von einst zwölf Windmühlen in Eilenburg.

## Lage
Bechers Mühle liegt am westlichen Stadtrand von Eilenburg in der Leipziger Landstraße 12. Die ursprünglich an der Chaussee nach Leipzig (später Bundesstraße 87) gelegene Mühle befindet sich heute in einer Sackgasse, die mit dem Auto nur noch über eine Stichstraße von der Staatsstraße 4 erreichbar ist. Im ehemaligen Verlauf der Chaussee (Bundesstraße) sowohl Richtung Eilenburg als auch Richtung Wölpern liegt heute ein Radweg. Die Umgebung ist geprägt von Ackerflächen, lockerer Wohnbebauung, Gärten und kleineren Gewerbebetrieben. Nördlich der Mühle befindet sich eine Sendeanlage der Deutschen Telekom, westlich ein zum Wohnhaus umgebautes ehemaliges Umspannwerk. Im Osten führt in einem Geländeeinschnitt die Bundesstraße 107 vorbei und trennt die Leipziger Landstraße vom übrigen Stadtgebiet.

## Geschichte
Die Mühle wurde 1863 vom Müller H. Bierbaum errichtet. Sie kam später (vor 1912) in den Besitz des Müllers August Becher, dessen Namen sie bis heute trägt. Becher betrieb die Mühle bis 1947. Von 1931 bis 1936 erfolgte der Betrieb mit Hilfe eines Ölmotors, anschließend wieder durch Windkraft und ab 1945 aufgrund von Kriegsschäden elektrisch. 1947 kam die Müllerin Elfriede Klinger in den Besitz des Betriebes und führte diesen mit ihrem Mann vorwiegend als Umtauschmüllerei fort. In den letzten Jahren erfolgte die Schrotung von Maiskolben, Erdnüssen und Zuckerrübenschnitzeln mittels Hammermühle in einem Nebengebäude. Die Ruten wurden um das Jahr 1954 abgenommen. Nach einem durch Brandstiftung verursachten Schaden stellte die Mühle 1962 ihren Betrieb ein. 1994 wurde der Turmholländer saniert. Zum Deutschen Mühlentag 2011 fand die Eröffnungsveranstaltung der Region Nordsachsen in Bechers Mühle statt. Aus diesem Anlass wurde die Mühle erstmals wieder der Öffentlichkeit zugänglich gemacht.

Der Mühlenhof und die Müllerfamilie Becher, 1912
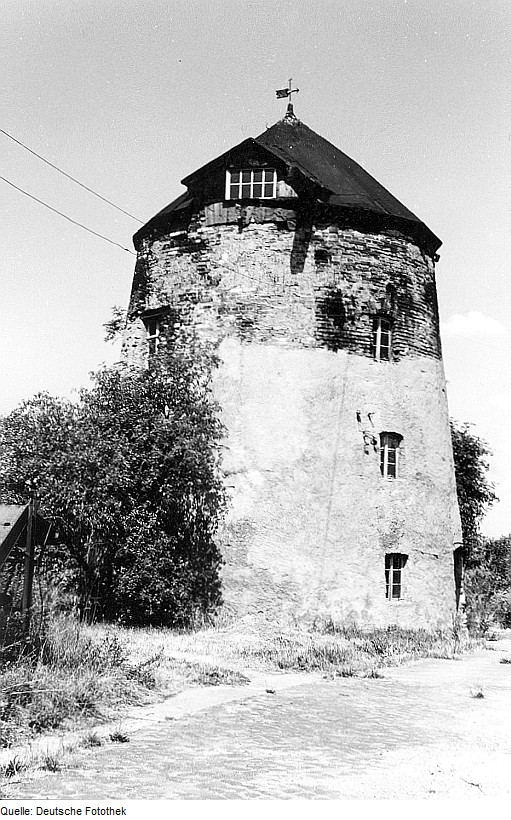
Ansicht von Süden, 1975 (Aufnahme: Günter Rapp)
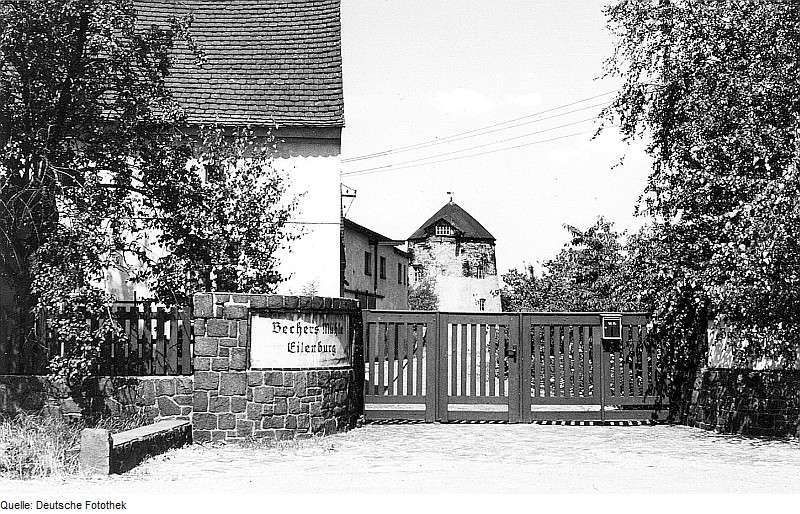
Die Einfriedung und der Mühlenturm im Hintergrund, 1975 (Aufnahme: Günter Rapp)
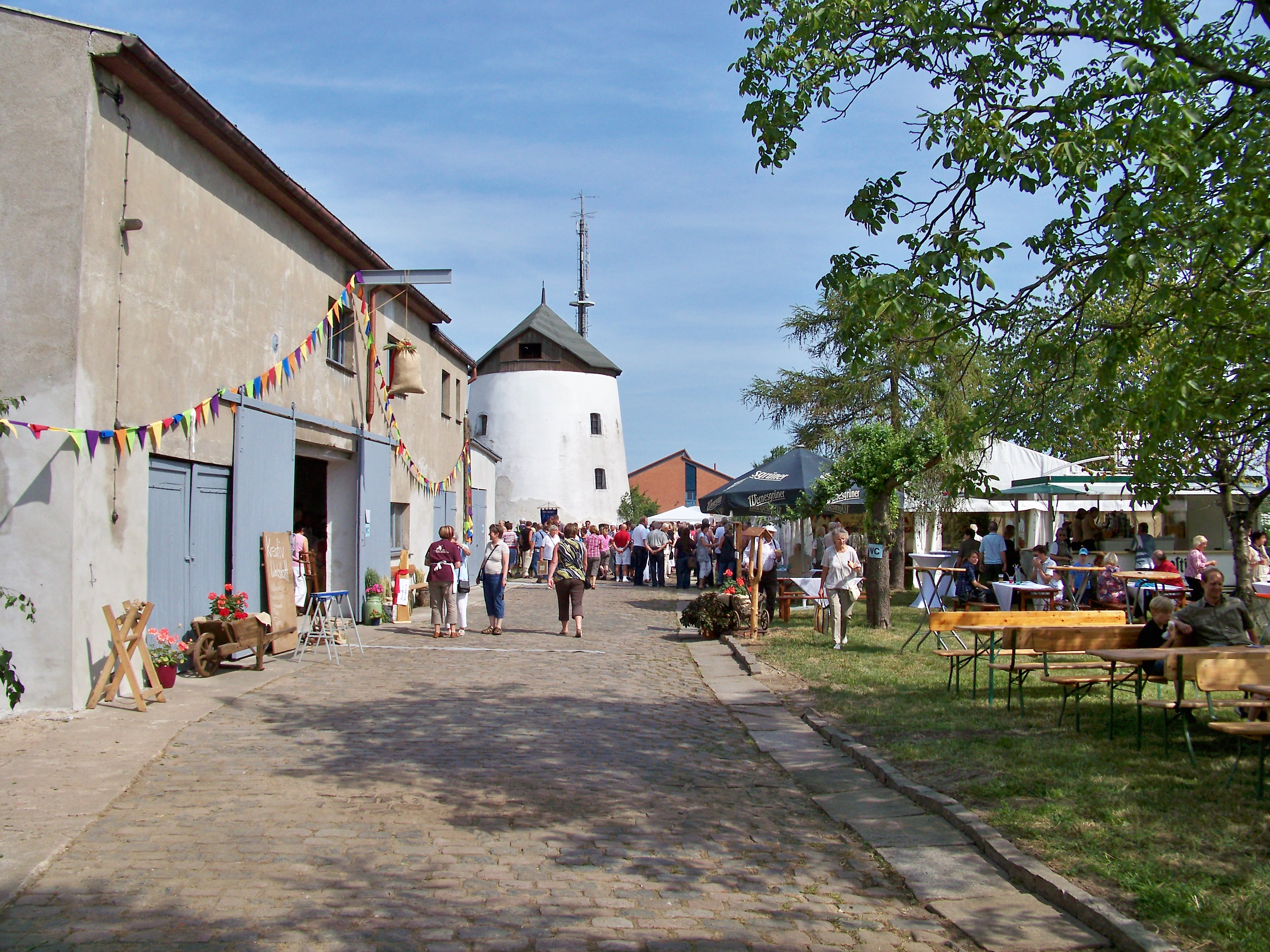
Bechers Mühle zur Eröffnung des 18. Deutschen Mühlentages, 2011

## Baubeschreibung
Bechers Mühle ist in der Bauform eines Turmholländers errichtet. Der auf rundem Grundriss gemauerte Baukörper läuft zum Dach hin leicht konisch zu. Der Turmkopf ist mit Holz verkleidet und das Dach mit Dachpappe gedeckt. Der Turm schließt mit einer Wetterfahne ab, die die Jahreszahl 1863 trägt. Der Putz und die Fenster sind neueren Datums.
Die um 1930 errichtete Einfriedung zur Leipziger Landstraße hin besteht aus einem Holzlattenzaun, dessen Sockel und Pfeiler in Polygonalmauerwerk aus Granit ausgeführt sind. Die Toreinfahrt wird flankiert von zwei geschwungenen Mauerteilen gleicher Bauart, in die zu beiden Seiten jeweils eine Granitplatte mit der Inschrift Bechers Mühle Eilenburg eingebaut ist.
Die Nebengebäude und das Wohnhaus sind nicht Teil des Kulturdenkmals.